# Пургалина, Эсфирь Яковлевна
Эсфи́рь Яковлевна Пурга́лина (1 марта 1907, Бухара, Бухарский эмират, Российская империя — 1987) — советская певица. Певческий голос — меццо-сопрано. Окончила Ленинградскую государственную консерваторию имени Н. А. Римского-Корсакова. В 1939 году стала лауреатом 1-го Всесоюзного конкурса артистов эстрады.
Эсфирь Пургалина — закадровый исполнитель песни «Звать любовь не надо» в фильме «Моя любовь» (1940).
С 1940—1960 гг. выступала на сцене Ленинградского театра миниатюр Аркадия Райкина.

## Биография

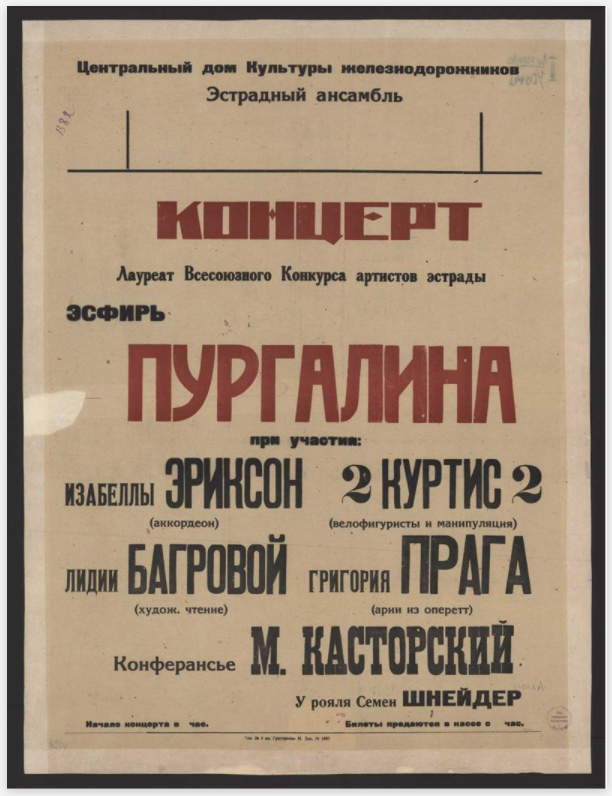
Фотография афиши концерта Эсфирь Пургалиной. 1944 год.

Эсфирь Пургалина родилась в еврейской семье. Отец — Яков (Янкель) Львович (Лейбович) Пургалин родился на территории Белоруссии (г.Чаусов, Могилёвской губернии ). Родители отдали мальчика сапожнику в подмастерье. 21 мая 1916 года поступил на службу в царскую армию, после окончания службы поселился в Кагане под Бухарой. Яков работал на хлопкоочистительном заводе, впоследствии занял пост его директора, был избран председателем кооператива работников хлопковой промышленности. Умер в 1939 году.
Мать — Ида Моисеевна Пургалина (Фельдман), родилась в богатой семье, окончила Университет Сорбонна в Париже, преподавала иностранные языки.
В 1925 году Эсфирь поступила в Ленинградскую государственную консерваторию. После окончания учёбы, в 1930 году, солистка-вокалистка в концертной организации Ленгосэстрада.
Осенью 1939 года в Ленинграде состоялся первый тур I Всесоюзного конкурса артистов эстрады, в котором приняла участие Эсфирь Пургалина. На конкурсе состоялось знакомство певицы с Аркадием Райкиным и Исааком Дунаевским (который и пригласил Пургалину записать песню для фильма «Моя любовь», 1940 г.). В декабре того же года в финале конкурса в Москве получила 5-ю премию (наряду с А. С. Погодиным).
1940 год стал плодотворным в творчестве Пургалиной, тогда были записаны  грампластинки гранды с песнями: «Джаз-шутка», «Песня о неизвестном любимом», а в 1948 году на артели "Пластмасс" - миньоны - «Сирень», «Под луной золотой» (дуэт с Л.Г. Кострицей).
Во время Великой Отечественной войны Э. Пургалина выезжала с разными фронтовыми бригадами, участвовала в концертах. После войны восстановилась как вокалистка в штатном составе Ленгосэстрады и работала вплоть до выхода на пенсию в 1960 году.